# Liste der Herrscher namens Philipp
Philipp hießen folgende Herrscher:

## Philipp
- Philipp (Schweden), König (1112–1118)
- Philipp von Frankreich, König (1129–1131)
- Philipp von Antiochia, König von Armenien (1223–1225)
- Philippe (Belgien), König der Belgier (seit 2013)
  - Philipp (Schleswig-Holstein-Gottorf), Herzog (1587–1590)
  - Philipp (Sachsen-Merseburg-Lauchstädt), Herzog (1684–1690)
  - Philipp (Parma), Herzog (1748–1765)
  - Philipp (Hohenzollern-Hechingen) (1616–1671), Fürst von Hohenzollern-Hechingen
    - Philipp (Hachberg-Sausenberg) (Markgraf Philipp von Hachberg-Sausenberg; 1454–1503)
    - Philipp (Pfalz), der Aufrichtige, Pfalzgraf und Kurfürst (1476–1508)
    - Philipp (Pfalz-Neuburg), Herzog von Pfalz-Neuburg (1522–1548)
    - Philipp (Hessen-Homburg), Landgraf (1839–1846)
    - Philipp (Hessen-Philippsthal) (1655–1721), von 1663 bis 1721 Landgraf von Hessen-Philippsthal aus dem Haus Hessen

## Philipp I.
- Philipp I. (Makedonien), König (640–602 v. Chr.)
- Philipp I. Philadelphos, König des Seleukidenreichs (92–83 v. Chr.)
- Philipp I. (Frankreich), König (1060–1106)
- Philipp I. (Flandern), Graf (1168–1191)
- Philipp I. (Kastilien), der Schöne, König (1504–1506)
  - Philipp I. (Burgund), Herzog (1349–1361)
  - Philipp I. (Hessen), der Großmütige, Landgraf (1509–1567)
  - Philipp I. (Pommern), Herzog (1531–1560)
  - Philipp I. (Braunschweig-Grubenhagen), Herzog (1496–1551)
  - Philipp I. (Orléans), Herzog (1660–1701)
    - Philipp I. (Savoyen), Graf (1268–1285)
    - Philipp I. (Nassau-Saarbrücken-Weilburg), Graf (1368–1429)
    - Philipp I., der Ältere, von Hanau-Lichtenberg, Graf (1417–1480)
    - Philipp I. (Katzenelnbogen), Graf (1444–1479)
    - Philipp I., der Jüngere, von Hanau-Münzenberg, Graf (1449–1500)
    - Philipp I. von Nassau-Idstein (1492–1558), Graf von Nassau-Wiesbaden-Idstein
    - Philipp I. (Baden), Markgraf von Baden-Pforzheim (1515–1533)
    - Philipp I. von Viermund (* vor 1470; † 1528), Herr von Nordenbeck, Bladenhorst und Mallem, sowie Amtmann von Medebach

- Philipp I. von Portugal, König ist: Philipp II. (Spanien)
- Philipp I. (Tarent) (1278–1331) aus der Familie Anjou, Fürst von Tarent, Despot von Epirus, Fürst von Achaia und Titularkaiser von Konstantinopel

## Philipp II.
- Philipp II. (Makedonien), König (359–336 v. Chr.)
- Philipp II. Philorhomaios, König des Seleukidenreichs (60er v. Chr.)
- Philipp II. (Frankreich), König (1180–1223)
- Philipp II. (Spanien) (1527–1598), 1556–1598 König von Spanien, die amerikanischen Kolonien, die Niederlande, die Freigrafschaft Burgund, das Königreich beider Sizilien, das Königreich Sardinien und das Herzogtum Mailand. 1580–1598 Philipp I. König von Portugal.
  - Philipp II. (Burgund), der Kühne, Herzog (1363–1404)
  - Philipp II. (Savoyen), Herzog (1496–1497)
  - Philipp II. (Hessen-Rheinfels), Landgraf (1567–1583)
  - Philipp II. (Braunschweig-Grubenhagen), Herzog von Herzberg und Osterode (1533–1596)
  - Philipp II. (Pommern), Herzog (1573–1618)
  - Philipp II. (Orléans), Herzog (1701–1723)
    - Philipp II. (Namur), Markgraf von Namur (1216–1226)
    - Philipp II. (Achaea), Fürst (1307–1313) war Philipp I. (Tarent)
    - Philipp II. (Baden-Baden), Markgraf (1569–1588)
      - Philipp II. (Nassau-Weilburg), Graf (1428–1492)
      - Philipp II. von Hanau-Lichtenberg, Graf (1462–1504)
      - Philipp II. von Hanau-Münzenberg, Graf (1501–1529)
      - Philipp II. von Waldeck-Eisenberg, Graf (1453–1524)
      - Philipp II. von Daun-Falkenstein, Graf (1514–1554)
      - Philipp II. (Schaumburg-Lippe), Graf zu Schaumburg-Lippe (1777–1787)
        - Philipp II. (Falkenstein), Adliger († 1293)
        - Philipp II. (Sark), Feudalherr (1594–1643)
- Philipp II. (Portugal) ist: Philipp III. (Spanien)
- Philipp II. (Navarra) ist: Philipp V. (Frankreich)
- Philipp II. von Tarent (1329–1374) aus der Familie Anjou, Fürst von Tarent und Titularkaiser von Konstantinopel

## Philipp III.
- Philipp III. (Makedonien), König (323–317 v. Chr.)
- Philipp III. (Frankreich), König (1270–1285)
- Philipp III. (Navarra), König (1328–1342)
- Philipp III. (Spanien), König (1598–1621)
  - Philipp III. (Burgund), der Gute, Herzog (1419–1467)
    - Philipp III. (Achaea), Fürst (1364–1373) war Philipp II. von Tarent
      - Philipp III. (Hessen-Butzbach), Landgraf (1609–1643)
      - Philipp III. (Nassau-Weilburg), Graf (1523–1559)
      - Philipp III. (Hanau-Lichtenberg), Graf (1482–1538)
      - Philipp III. (Hanau-Münzenberg), Graf (1526–1561)
      - Philipp III. (Sark), Feudalherr (1643–1663)
      - Philipp III. von Waldeck-Eisenberg, Graf (1486–1539)
- Philipp III. (Portugal) (1621–1640) ist: Philipp IV. (Spanien)

## Philipp IV./V./VI.
- Philipp IV. (Makedonien), König (297–296 v. Chr.)
- Philipp IV. (Frankreich), der Schöne, König (1285–1314)
- Philipp IV. (Spanien), König von Spanien (1621–1665), König von Portugal (1621–1640)
  - Philipp IV. (Hanau-Lichtenberg), Graf (1514–1590)
    - Philipp IV. (Sark), Feudalherr (1663–1693)

- Philipp V. (Makedonien), König (220–179 v. Chr.)
- Philipp V. (Frankreich), der Lange, König (1293–1322)
- Philipp V. (Spanien), von Bourbon, König (1700–1724–1746)
  - Philipp V. (Hanau-Lichtenberg), Graf (1541–1599)
    - Philipp V. (Falkenstein), Adeliger, († 1343)
- Philipp VI. (Frankreich), König (1328–1350)
- Felipe VI., König (seit 2014)

## Philipp ...
- Philippus Arabs, römischer Kaiser (244–249)
- Philippus Caesar, römischer Mitkaiser (247–249)
- Philippikos Bardanes, Kaiser von Byzanz (711–713)
  - Philipp von Schwaben, deutscher König (1198–1208)
  - Philipp Wilhelm (Oranien), Statthalter von Holland (1584–1618)
    - Philipp Wilhelm (Pfalz), Kurfürst (1685–1690)
    - Philippe-Emmanuel de Lorraine, duc de Mercœur, Herzog von Lothringen-Mercœur (1577–1602)
      - Philipp Gottfried zu Castell-Rüdenhausen, Graf (1641–1681)
      - Philipp Hurepel, Graf von Clermont und Boulogne (1223–1235)
      - Philipp Ludwig (Leiningen-Rixingen), Graf (1688–1705)
      - Philipp Ludwig I. (Hanau-Münzenberg), Graf (1553–1580)
      - Philipp Ludwig II. (Hanau-Münzenberg), Graf (1576–1612)
      - Philipp Ludwig III. (Hanau-Münzenberg), Graf (1632–1641)
      - Philipp Moritz (Hanau-Münzenberg), Graf (1605–1638)
      - Philipp Wolfgang (Hanau-Lichtenberg), Graf (1595–1641)
      - Philipp Reinhard (Hanau-Münzenberg), Graf (1664–1712)

- Philipp von Burgund ist: Philipp I. (Burgund) (1346–1361)

## Kirchenfürsten
- Philipp von Burgund (Bischof) (* 1464/66; † 1524), Admiral der Niederlande (1498–1517) und anschließend Bischof von Utrecht
- Philipp von Dreux (zumeist Philipp von Beauvais genannt; 1158–1217), Bischof und Graf von Beauvais aus dem Haus Dreux
- Philipp von Luxemburg (1445–1519), Kardinal der Römisch-Katholischen Kirche
- Philipp von Poitou († 1208) englischer Bischof

- Philipp I. von Heinsberg, Erzbischof und Kurfürst von Köln (1167–1191)
- Philipp II. von Daun, Erzbischof und Kurfürst von Köln (1508–1515)

- Philipp Christoph von Sötern, Erzbischof und Kurfürst von Trier (1623–1652)
- Philipp Sigismund von Braunschweig-Wolfenbüttel, Fürstbischof von Osnabrück (1591–1623)
- Philipp Valentin Voit von Rieneck, Fürstbischof von Bamberg (1653–1672)

- Peter Philipp von Dernbach, Fürstbischof von Bamberg (1672–1683)
- Philipp II. von Flörsheim, Fürstbischof von Speyer (1529–1552)
- Johann Philipp von Gebsattel, Fürstbischof von Bamberg (1599–1609)
- Philipp von Gundelsheim, Fürstbischof von Basel (1527–1533)
- Philipp von Rathsamhausen, Fürstbischof von Eichstätt (1306–1322)
- Philipp I. von Rosenberg, Fürstbischof von Speyer (1504–1513)